# Redland (Texas)
Redland es un lugar designado por el censo ubicado en el condado de Angelina en el estado estadounidense de Texas. En el Censo de 2010 tenía una población de 1047 habitantes y una densidad poblacional de 97,43 personas por km².

## Geografía
Redland se encuentra ubicado en las coordenadas 31°24′21″N 94°42′58″O / 31.40583, -94.71611. Según la Oficina del Censo de los Estados Unidos, Redland tiene una superficie total de 10.75 km², de la cual 10.68 km² corresponden a tierra firme y (0.63%) 0.07 km² es agua.

## Demografía
Según el censo de 2010, había 1047 personas residiendo en Redland. La densidad de población era de 97,43 hab./km². De los 1047 habitantes, Redland estaba compuesto por el 61.32% blancos, el 21.97% eran afroamericanos, el 1.34% eran amerindios, el 0.48% eran asiáticos, el 0% eran isleños del Pacífico, el 12.8% eran de otras razas y el 2.1% pertenecían a dos o más razas. Del total de la población el 22.92% eran hispanos o latinos de cualquier raza.